# Dmitri Medvédev
Dmitri Anatólievitx Medvédev (en rus:  Дми́трий Анато́льевич Медве́дев (?·pàg.)) (Leningrad, 14 de setembre de 1965) és un polític rus. El 2 de març de 2008, fou escollit President de Rússia amb el 70,23% dels sufragis, i ocupà el càrrec des del 7 de maig de 2008 fins al 7 de maig de 2012. Posteriorment va ser elegit Primer Ministre de Rússia.

## Biografia
El seu pare, Anatoli Afanàssievitx Medvédev (1926–2004), era professor a l'Institut Tecnològic Lensovet, la seva mare professora de llengua a l'Institut pedagògic Hertzen, després guia de museu. Fill únic, vivien al barri Kúptxino a la perifèria de la ciutat.
Diplomat un títol de la facultat de dret civil de la Universitat de Leningrad el 1987, doctor el 1990. Sent estudiant, s'ha apassionat per a la fotografia i el rock'n'roll (grups preferits: «Black Sabbath i especialment Ozzy Osbourne»), i ha guanyat competicions d'halterofília. Casat el 1989 amb la seva camarada d'escola Svetlana Línnik, a la qual és diplomat un títol de l'Institut de finances i d'economia, que treballa a Moscou i organitza manifestacions públiques a Sant Petersburg. Un fill, Ilia, nascut el 1996.
La facultat de dret de Sant Petersburg pot ser orgullosa d'haver format dos presidents, Vladímir Putin (diplomat el 1975) i Medvédev (el 1987). En un aparador en l'entrada regnen les fotos dels estudiants prestigiosos que han freqüentat l'establiment : Vladímir Putin i el seu protegit, però també Lenin, pare de la revolució bolxevic (1870-1924), el compositor Ígor Stravinski (1882-1971), l'escriptor satíric Mikhaïl Zósxenko (1894–1958) i d'altres.

## Recorregut professional i polític
De 1990 a 1999 és professor a la Universitat d'Estat de Sant Petersburg. De 1990 a 1995, conseller del President del Consell Municipal de Leningrad Anatoli Sobtxak, expert prop el Comitè de les relacions exteriors de l'Ajuntament de Sant Petersburg, car directament sota la direcció de Vladímir Putin. Estava encarregat de la posada a punt de diversos contractes i projectes d'inversió.
El 1993, és un dels fundadors de l'empresa «Fincell», ella mateixa fundadora de «Ilim Pulp Enterprise», un dels gegants forestals russos. En aquesta última estructura, Medvédev és director dels assumptes jurídics. El 1998, entra al consell de direcció d'una de les majors empreses controlades per aquesta: el combinat forestal de Bratsk, i el desembre de 1999, es converteix en el director adjunt de l'administració presidencial després primer director designat el 2000. El 2000, es fa igualment president del consell de direcció del grup Gazprom.
L'octubre de 2003, es fa cap de l'administració del Kremlin. Fou des del 14 de novembre de 2005 el primer vice-Primer Ministre de Rússia, destinat per a la posada en marxa dels projectes nacionals i prioritaris. El 10 de desembre de 2007, Medvédev és designat candidat a l'elecció presidencial de 2008 per quatre partits, Rússia unit, Rússia justa, el Partit agrari i Força civil, marxats de la coalició actualment al poder i suports de Putin. És escollit sense sorpresa president de Rússia el 2 de març de 2008, en la primera volta de l'elecció presidencial. Medvédev és considerat com un dels caps de fila de l'ala «liberal» al Kremlin, per oposició als «siloviki» (exèrcit, policia, serveis de seguretat).

## Presidència de Rússia
El 2 de març de 2008, fou elegit president electe de Rússia a la primera volta de les eleccions, amb el 70,23% del vot popular. Als 42 anys, Medvédev es convertí en el tercer president de la Rússia postsoviètica després de Borís Ieltsin (1991-1999) i Vladímir Putin (2000-2008), essent alhora el més jove. Prengué possessió del càrrec el 7 de maig de 2008, i designà a Vladímir Putin, com a Primer Ministre.
El 8 d'abril de 2010 va signar amb Barack Obama a Praga el tractat New START de reducció de les armes nuclears dels Estats Units i la Federació Russa, que després de la ratificació va entrar en vigor el 5 de febrer de 2011.

## Primer Ministre
L'any 2012 va deixar el seu càrrec com a President de Rússia en benefici de Vladímir Putin i va esdevenir de nou Primer Ministre fina a la seva dimissió en 2020, quan va passar a ser vicepresident del Consell de Seguretat.